# سلیا ایرلند
سلیا ایرلند (به انگلیسی: Celia Ireland) (زاده ۱۶ مهٔ ۱۹۶۶) بازیگر استرالیایی است.
از کارهای معروف او می‌توان به بازی در فیلم‌های جعبه احمق‌ها، تمساح، کاکتوس و ایزدبانو اشاره کرد.